# Androin de la Roche
Androin de la Roche (Châtillon, tra il 1300 e il 1310 – Viterbo, 29 ottobre 1369) fu un abate benedettino francese, che fu nominato cardinale da papa Innocenzo VI.
Di nobile famiglia, era figlio di Giovanni, conte de la Roche e signore di Châtillon, e della di lui consorte Margherita di Neufchâtel-Bourgigne.

## Biografia
Entrò giovane nell'Ordine benedettino. Nel 1340 divenne abate dell'Abbazia di Saint-Seine e nel 1351 di quella di Cluny. In piena cattività avignonese venne nominato nel 1357 da papa Innocenzo VI legato pontificio in Italia e nel 1360  in Inghilterra per trattare la pace con la Francia e la fine della guerra dei cento anni.
Nel concistoro del 17 settembre 1361 papa Innocenzo VI lo nominò cardinale con il titolo di Cardinale presbitero di San Marcello. Partecipò in Avignone al conclave del 1362 che elesse papa Urbano V. Venne nominato da quest'ultimo legato in Normandia nel 1363. Rientrò a Roma nel 1368.
Morì a Viterbo di peste l'anno successivo e la sua salma venne inumata nella chiesa dei serviti di quella città e successivamente venne traslata a Cluny.